# Goleh Sorkheh
Goleh Sorkheh (persiska: گله سرخه) är en ort i Iran.   Den ligger i provinsen Kermanshah, i den nordvästra delen av landet, 400 km väster om huvudstaden Teheran. Goleh Sorkheh ligger 1 931 meter över havet och antalet invånare är 302.
Terrängen runt Goleh Sorkheh är lite kuperad.Runt Goleh Sorkheh är det ganska tätbefolkat, med 72 invånare per kvadratkilometer. Närmaste större samhälle är Bolbolānābād, 14,3 km nordväst om Goleh Sorkheh. Trakten runt Goleh Sorkheh består i huvudsak av gräsmarker.